# Tolbiac (metrostation)
Tolbiac is een station van de metro in Parijs langs metrolijn 7, onder de Avenue d'Italie nabij de Rue de Tolbiac in het 13de arrondissement.
De naam verwijst naar de gelijknamige straat. Tolbiac is een oude naam voor het Duitse stadje Zülpich nabij Keulen. In 496 versloeg Clovis I daar de Alemannen.
Het station werd geopend op 7 maart 1930 bij de verlenging van metrolijn 10 naar de Porte de Choisy. Een jaar later werd het evenwel geïntegreerd in metrolijn 7.
La Courneuve - 8 Mai 1945 · 
Fort d'Aubervilliers · 
Aubervilliers - Pantin - Quatre Chemins · 
Porte de la Villette · 
Corentin Cariou · 
Crimée · 
Riquet · 
Stalingrad · 
Louis Blanc · 
Château-Landon · 
Gare de l'Est · 
Poissonnière · 
Cadet · 
Le Peletier · 
Chaussée d'Antin - La Fayette · 
Opéra · 
Pyramides · 
Palais Royal - Musée du Louvre · 
Pont Neuf · 
Châtelet · 
Pont Marie · 
Sully - Morland · 
Jussieu · 
Place Monge · 
Censier - Daubenton · 
Les Gobelins · 
Place d'Italie · 
Tolbiac · 
Maison Blanche

Zuidelijke tak: Le Kremlin-Bicêtre · 
Villejuif - Léo Lagrange · 
Villejuif - Paul Vaillant-Couturier · 
Villejuif - Louis Aragon

Zuidoostelijke tak: Porte d'Italie · 
Porte de Choisy · 
Porte d'Ivry · 
Pierre et Marie Curie · 
Mairie d'Ivry